# Paucipodia inermis
La paucipodia (Paucipodia inermis) è un animale estinto appartenente ai lobopodi. Visse nel Cambriano inferiore (circa 520 milioni di anni fa). I suoi resti fossili sono stati ritrovati in Cina, nel giacimento di Maotianshan.

## Descrizione
La lunghezza di questo animale poteva superare gli 8 centimetri; il corpo era allungato e sottile, e anteriormente terminava in un capo poco distinto dal resto del corpo. La bocca era costituita da un'apertura nella parte anteriore. L'intero corpo era annulato finemente, ma non presentava altre caratteristiche degne di nota al contrario di altri lobopodi come Cardiodictyon, Microdictyon e gli spettacolari Hallucigenia e Onychodictyon. L'intestino correva centralmente lungo il corpo; quest'ultimo si estendeva posteriormente ben oltre l'ultimo paio di zampe. Anch'esse annulate, queste zampe erano in numero di nove paia e terminavano con due artigli dalla base larga e particolarmente acuminati.

## Classificazione
La paucipodia era un tipico lobopode, un gruppo di organismi marini simili a vermi molto diffusi nel Cambriano. In particolare, le caratteristiche della testa, delle zampe e delle annulazioni del corpo fanno pensare a una stretta parentela con Hallucigenia, Microdictyon e Cardiodictyon. Un organismo assai simile, Helenodora, è conosciuto per fossili molto più recenti del Carbonifero.

## Stile di vita
Si suppone che questo animale a corpo molle fosse un organismo epibentico, ovvero vivesse camminando sul fondo del mare o su altri organismi. I fossili di paucipodia sono stati trovati nei pressi di (o addirittura sopra) fossili di Eldonia, un organismo dalle affinità non chiare, dall'aspetto tondeggiante. È possibile che questa associazione di fossili rispecchiasse una associazione di questi due animali in vita; è possibile che la paucipodia si ancorasse su Eldonia e si lasciasse trasportare (se effettivamente Eldonia fosse stato un animale nuotatore). Gli artigli di Paucipodia, inoltre, potrebbero essere stati usati per predare o per nutrirsi di carogne.